# Canthigaster figueiredoi
Canthigaster figueiredoi е вид лъчеперка от семейство Tetraodontidae. Видът не е застрашен от изчезване.

## Разпространение и местообитание
Разпространен е в Бразилия (Триндади и Мартин Вас), Венецуела, Гвиана, Гренада, Колумбия, Суринам, Тринидад и Тобаго и Френска Гвиана.
Обитава морета и рифове. Среща се на дълбочина от 1 до 35 m, при температура на водата около 27,5 °C и соленост 35 ‰.